# Siergiej Morgunow
Siergiej Siergiejewicz Morgunow (ros. Сергей Сергеевич Моргунов; ur. 9 lutego 1993 w Szachtach) – rosyjski lekkoatleta specjalizujący się w skoku w dal. 
Po zajęciu pierwszego miejsca w kwalifikacjach kontynentalnych pojechał w 2010 roku na igrzyska olimpijskie młodzieży, podczas których zajął siódmą lokatę. W 2011 został mistrzem Europy juniorów, a rok później wywalczył złoto mistrzostw świata juniorów oraz odpadł w eliminacjach igrzysk olimpijskich. W 2013 zdobył srebrny medal młodzieżowych mistrzostw Europy w Tampere.
Rekordy życiowe: stadion – 8,35 (20 czerwca 2012, Czeboksary – były rekord świata juniorów); hala – 7,94 (11 lutego 2012, Wołgograd).

## Osiągnięcia
| Rok  | Impreza                                               | Miejsce   | Pozycja           | Wynik |
| ---- | ----------------------------------------------------- | --------- | ----------------- | ----- |
| 2010 | Kwalifikacje Europy do igrzysk olimpijskich młodzieży | Moskwa    | 1. miejsce        | 7,44  |
| 2010 | Igrzyska olimpijskie młodzieży                        | Singapur  | 7. miejsce        | 7,08  |
| 2011 | Mistrzostwa Europy juniorów                           | Tallinn   | 1. miejsce        | 8,18w |
| 2012 | Mistrzostwa świata juniorów                           | Barcelona | 1. miejsce        | 8,09  |
| 2012 | Igrzyska olimpijskie                                  | Londyn    | el. – 16. miejsce | 7,87  |
| 2013 | Młodzieżowe mistrzostwa Europy                        | Tampere   | 2. miejsce        | 8,01  |